# Dianiska Gáspár
Dianiska Gáspár (Tiszolc, 1820. január 6. – Tiszolc, 1875.) evangélikus lelkész, tanár.

## Élete
Dianiska Dániel öccse volt. Tanult Rozsnyón, Lőcsén és Pozsonyban, hol a teológiai s papi vizsgát letette. Bécsben 14 évig élt, ott végezte az orvosi tanfolyamot, nyelvészeti s természeti tanulmányokkal is foglalkozott; később visszatért Tiszolcra.

## Művei
Theoretischpraktische Grammatik zur schnellen Erlernung der slovakischen Sprache für Deutsche. Mit Gesprächen, Aufgaben und Lesestücken. Wien, 1850.